# Ginette Reno
Ginette Reno, nome d'arte di Ginette Raynault (Montréal, 28 aprile 1946), è una cantante, attrice e conduttrice televisiva canadese.

## Carriera
All'età di 14 anni si iscrisse a un concorso canoro amatoriale a Montréal, che le aprì le porte dei cabaret di Montréal dove debuttò nel 1960. Sotto la guida del suo manager Jean Simon, incide a soli 16 anni il primo singolo J'aime Guy. A 18 anni si esibisce a Montréal al fianco di Gilbert Bécaud e presto partecipa all'Olympia di Parigi allo spettacolo Vive le Québec. Divenuta presto regina della musica del Québec, sbarca a Londra ed incide diversi album in inglese, vincendo anche lo Yamaha World Popular Song Festival di Tokyo. La sua carriera prosegue con una serie di successi fra il suo Québec e la Francia. Il suo più grande e indimenticato successo è il brano Un peu plus haut, un peu plus loin, scritto da Jean-Pierre Ferland, che nel 1975 canterà in un concerto trionfale davanti a 250.000 persone riunite per la festa nazionale. Dopo il 1975 la canterà dal vivo solo nel 1998., dopo una lunga serie di concerti e trasmissioni tv, inclesui quelli al teatro St-Denis di Montréal per 4 settimane di fila.
Oltre che cantante e presentatrice di programmi tv musicali, negli anni '90 ha intrapreso la carriera d'attrice in film e film-tv del Québec; il culmine di tale carriera fu il ruolo dell'italiana Maria Barberini nel film Mambo italiano.

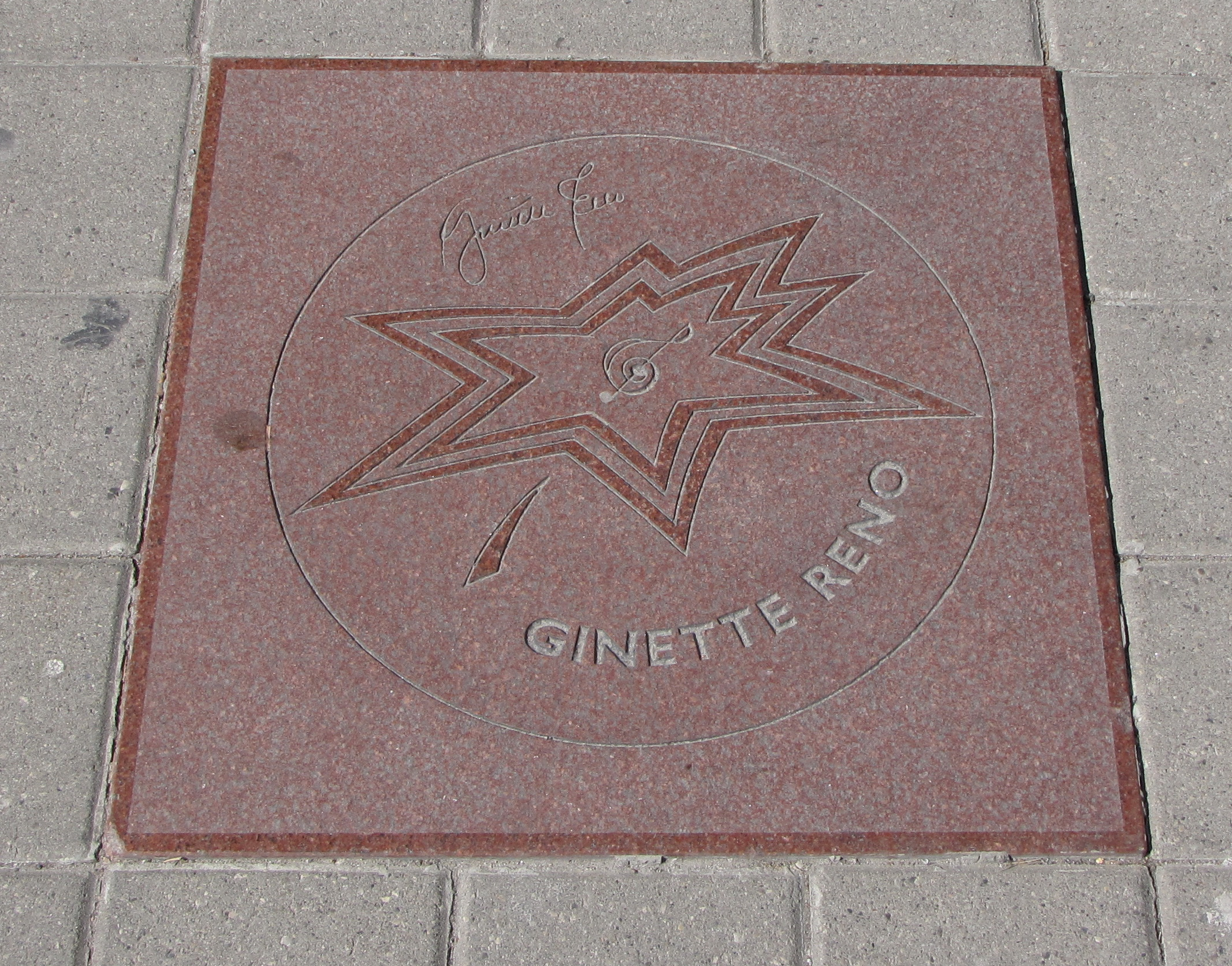
La stella di Ginette Reno a Toronto

Regina della musica del Québec (è citata anche nel film C.R.A.Z.Y.), a lei si collega anche la nascita della carriera della successiva regina musicale del Québec: Céline Dion. Ginette infatti era l'idolo musicale di casa Dion e, quando, nel 1980 la madre di Céline scrisse per la figlia dodicenne la canzone Ce n'était qu' un rêve decise di inviarla al produttore dell'ultimo album di Ginette Reno, che all'epoca era René Angélil, futuro marito della Dion. Ascoltata la canzone, René decise di diventare il produttore di Céline Dion. Nonostante il forte legame, le due vedettes non si sono mai incontrate fino al 2008, quando, per festeggiare i 400 anni del Québec, Céline ha tenuto il concerto gratuito Céline sur les Plaines, a Quebec city, duettando con vari artisti. Il concerto si è concluso con un emozionante duetto fra la Dion e Ginette Reno nel brano-inno Un peu plus haut, un peu plus loin, che Ginette non interpretava dal 1998.